# بوب سعيد
بوب سعيد (بالإنجليزية: Bob Said)‏ هو مهندس ومنتج أفلام أمريكي، ولد في 5 مايو 1932 في نيويورك في الولايات المتحدة، وتوفي في 24 مارس 2002 في سياتل في الولايات المتحدة.

## وصلات خارجية
- بوب سعيد على موقع اللجنة الأولمبية الدولية (الإنجليزية)
- بوب سعيد على موقع أوليمبيديا (الإنجليزية)
- بوب سعيد على موقع IMDb (الإنجليزية)
- بوب سعيد على موقع قاعدة بيانات الفيلم (الإنجليزية)